# ダントウボウ
ダントウボウ（団頭魴、学名：Megalobrama amblycephala）は、長江水系に分布するコイ科の淡水魚である。

## 名称
中国語では「武昌魚」という名で、三国時代に現在の名前が誕生した。

## 分布
中国の長江水系原産。台湾、日本の霞ヶ浦とその周辺河川に分布。日本への導入経路は不明で、2000年代以降見られるようになった。

## 形態
全長は30 - 50センチメートル。体は側扁し菱形。体色は灰色で、縦列鱗に沿って不明瞭な白色斑が並ぶ。臀鰭分枝軟条数が26 - 29と極めて多い。腸管は長く、体長の約2.5倍。

## 生態
平野部の流れの緩やかな河川や湖沼に生息する。水草の多い止水域を好み、成魚はヒラモやクロモなどの水草を中心に、プランクトンなども食べる雑食性。繁殖期は5 - 6月で、緩やかな流れのある水域に集結し、水草に粘着卵を産みつける。メスの抱卵数は3.7万 - 10.3万粒。孵化した稚魚はおもにミジンコなどの微小甲殻類を食べる。成長は早く、生後2年で体長25センチメートルに達する。

## 日本のダントウボウ
2009年4月、霞ヶ浦の江戸崎入りと呼ばれる湾入部で漁業を営む諸岡清志氏が、大型の強く側偏したコイ科魚類を捕らえたのが最初の記録。その後、同種と思われる個体が2012年、2014年と時間をおいて採集され、2016年から2017年に若魚や成魚が相次いで採集された。本種は1978年に稚魚400尾が日本に持ち込まれ、1986年に茨城県の研究機関に研究用として持ち込まれたが、霞ヶ浦への放流記録はないとされている。また、本種はMegalobrama属の中では比較的成長が速く、味がよく、中国では重要な経済魚類となっているため、1986年より茨城県水産試験場内水面支場において霞ヶ浦のコイ養殖に代わる魚種として飼育実験が行われていた。霞ヶ浦への侵入経路は、これらの実験魚が飼育の過程で霞ヶ浦に逸出したことが考えられるものの、不明である。しかしここ 1 - 2年で確認事例が急増しているため、新たに放流された可能性がある。

## 利用
中国では湖北料理である清蒸武昌魚（チンジャンユー）という魚料理で最もよく使われる魚である。この料理はダントウボウを蒸して作る。ダントウボウは美味なため中国では重要な食糧であり蒸し物などで食される。